# Wexford megye (Írország)
Wexford megye (írül: Contae Loch Garman) megye az Ír-sziget délkeleti partján, Írországban, Leinster tartományban.
Területe 2352 km². Lakossága 131 615 (2006-os adat).
Nevét székhelyéről, Wexfordról kapta, amelyet a vikingek alapítottak és 'Waesfjord' ("öböl a sár-síkságon") néven ismertek. 
A terület "Írország napos délkeletje" néven is ismert gyakori napsütéses időszakairól.

## Települések

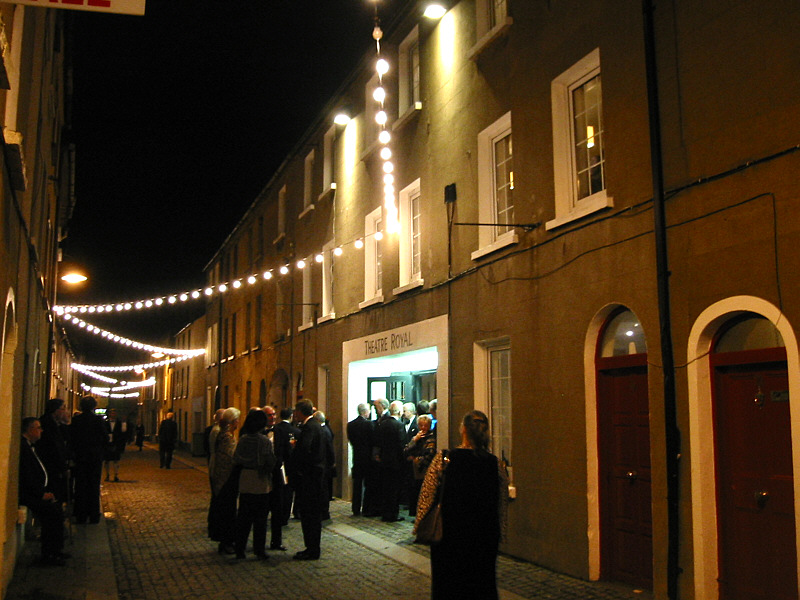
A Királyi Színház Wexfordban

- Castlebridge
- Courtown
- Craanford
- Curracloe
- Enniscorthy
- Gorey
- Monamolin
- New Ross
- Wexford

Fő kikötője:
- Rosslare Europort